# دنيس ك. ستانلي
دنيس ك. ستانلي (بالإنجليزية: Dennis K. Stanley)‏ هو لاعب كرة قدم أمريكية أمريكي، ولد في 14 أبريل 1906 في أيلزبري في المملكة المتحدة، وتوفي في 29 مايو 1983.